# Pyramide (album de M. Pokora)
Pour les articles homonymes, voir Pyramide (homonymie).
Albums de M. Pokora
My Way Tour Live
(2017) Épicentre
(2022)
Singles
1. Les Planètes
Sortie : 5 mars 2019
2. Ouh na na
Sortie : avril 2019
3. Tombé
Sortie : 12 juin 2019
4. Si t'es pas là
Sortie : 29 novembre 2019
5. Danse avec moi
Sortie : 12 juin 2020
6. Si on disait
Sortie : 25 septembre 2020
7. S'en aller
Sortie : 20 octobre 2020
8. Si on disait [Remix] (feat. Dadju)
Sortie : 5 février 2021

Pyramide est le huitième album studio du chanteur français M. Pokora, sorti le 12 avril 2019.
Une réédition de l'album sort le 8 novembre 2019. Une ultime réédition, Pyramide Épilogue, sort le 4 décembre 2020.

## Historique
Le premier single de l'album est Les Planètes. Accompagné du clip vidéo, il est sorti le 5 mars 2019. Le 16 novembre 2019, le clip de ce single est rentré dans l'histoire de la carrière du chanteur puisqu'il est devenu son clip le plus visionné avec plus de 50 000 000 de vues, il succède alors à Juste une photo de toi qui était jusque-là son clip le plus visionné.
Le deuxième single Ouh na na est présenté par M. Pokora en l'interprétant pour la première fois dans l'émission de télé-crochet The Voice Belgique le 16 avril 2019. Le clip vidéo est quant à lui sorti le 10 mai 2019
Le 12 juin 2019, Tombé, le troisième single de l'album est sorti. Le 20 juin 2019, le clip accompagnant la sortie de ce single est publié. Le clip atteint les 20 millions de vues en seulement 4 mois.
D'octobre 2019 à mars 2020, M. Pokora part en tournée avec le Pyramide Tour afin de promouvoir l'album.
Le 8 novembre 2019, M. Pokora sort la réédition de l'album Pyramide. Celui-ci possède 8 titres supplémentaires dont le single Si t'es pas là, écrit et composé par Slimane et Renaud Rebillaud. Son clip vidéo est quant à lui sorti le 29 novembre 2019.
La réédition de l'album Pyramide Épilogue sortie le 4 décembre 2020 comprend 5 nouveaux titres inédits : les singles Si on disait écrit par Vitaa, S'en aller, Demain, Incendie, et Se revoir.

## Accueil commercial
L'album entre directement à la première position du classement des ventes d'albums en France pour la semaine du 19 avril 2019,.
Le 26 juillet 2019, Pyramide obtient la certification de disque de platine par le Syndicat national de l'édition phonographique avec plus de 100 000 albums vendus en France. Avant d'obtenir la certification de double disque de platine le 13 décembre 2019. 

## Liste des titres
| 1.  | Pyramide               | Yohann Malory                                 | M. Pokora, Yohann Malory, Tristan Salvati                                                      | 2:55 |
| 2.  | Les Planètes           | Yohann Malory                                 | M. Pokora, Yohann Malory, Tristan Salvati, Franck-Cliff Jean, Hailé Jno-Baptiste, Kelyan Horth | 3:52 |
| 3.  | Ouh na na              | M. Pokora, Haze, Kyu Steed                    | Kwame Kweei-Armah, Kyu Steed, Haze                                                             | 3:02 |
| 4.  | Seul                   | M. Pokora, Yohann Malory                      | Renaud Rebillaud, M. Pokora                                                                    | 2:55 |
| 5.  | La regarder s'en aller | M. Pokora, Kyu Steed                          | M. Pokora, Hailé Jno-Baptiste, KZ, Kyu Steed, Haze                                             | 3:26 |
| 6.  | Alter ego              | M. Pokora, Yohann Malory                      | Joe Rafaa, Franck-Cliff Jean                                                                   | 3:55 |
| 7.  | California Sunset      | Yohann Malory, Haze, Brice Rivalin, Kyu Steed | Yohann Malory, Brice Rivalin, KZ, Kyu Steed, Haze                                              | 4:14 |
| 8.  | Effacé                 | M. Pokora, Kyu Steed, Dosseh                  | KZ, Kyu Steed, Haze                                                                            | 3:22 |
| 9.  | Barrio                 | M. Pokora, Yohann Malory                      | Joe Rafaa, Franck-Cliff Jean, Kelyan Horth                                                     | 3:22 |
| 10. | Perdu                  | Slimane                                       | Slimane, Franck-Cliff Jean, Kelya Horth                                                        | 3:05 |
| 11. | Tombé                  | Slimane, Renaud Rebillaud                     | Renaud Rebillaud, Slimane                                                                      | 3:53 |
| 12. | L'amour vs. l'amitié   | M. Pokora, Yohann Malory, Tristan Salvati     | M. Pokora, Yohann Malory, Tristan Salvati                                                      | 3:45 |
| 13. | Two Left Feet          | Hiten Bharadia, M. Pokora, Keir MacCulloch    | Hiten Bharadia, M. Pokora, Kyle Mackenzie, Commands, Keir MacCulloch                           | 3:29 |

| 1.  | Pyramide               | Yohann Malory                                                     | M. Pokora, Yohann Malory, Tristan Salvati                                                      | 2:55 |
| 2.  | Les Planètes           | Yohann Malory                                                     | M. Pokora, Yohann Malory, Tristan Salvati, Franck-Cliff Jean, Hailé Jno-Baptiste, Kelyan Horth | 3:52 |
| 3.  | Ouh na na              | M. Pokora, Malik Boufenara, Kwame Kweei-Armah                     | Kwame Kweei-Armah, Kyu Steed, Haze                                                             | 3:02 |
| 4.  | Seul                   | M. Pokora, Yohann Malory                                          | Renaud Rebillaud, M. Pokora                                                                    | 2:55 |
| 5.  | La regarder s'en aller | M. Pokora, Malik Boufenara, Kyu Steed                             | M. Pokora, Hailé Jno-Baptiste, KZ, Kyu Steed, Haze                                             | 3:26 |
| 6.  | Alter ego              | M. Pokora, Yohann Malory                                          | Joe Rafaa, Franck-Cliff Jean                                                                   | 3:55 |
| 7.  | California Sunset      | Yohann Malory                                                     | Yohann Malory, Brice Rivalin, KZ, Kyu Steed, Haze                                              | 4:14 |
| 8.  | Effacé                 | M. Pokora, Dosseh, Malik Boufenara                                | KZ, Kyu Steed, Haze                                                                            | 3:22 |
| 9.  | Barrio                 | M. Pokora, Yohann Malory                                          | Joe Rafaa, Franck-Cliff Jean, Kelyan Horth                                                     | 3:22 |
| 10. | Perdu                  | Slimane                                                           | Slimane, Franck-Cliff Jean, Kelya Horth                                                        | 3:05 |
| 11. | Tombé                  | Slimane                                                           | Renaud Rebillaud, Slimane                                                                      | 3:53 |
| 12. | L'amour vs. l'amitié   | M. Pokora, Yohann Malory, Tristan Salvati                         | M. Pokora, Yohann Malory, Tristan Salvati                                                      | 3:45 |
| 13. | Two Left Feet          | Hiten Bharadia, M. Pokora, Keir MacCulloch                        | Hiten Bharadia, M. Pokora, Kyle Mackenzie, Commands, Keir MacCulloch                           | 3:29 |
| 14. | Sommet                 | Renaud Rebillaud                                                  | Renaud Rebillaud, M. Pokora                                                                    | 3:09 |
| 15. | Pour nous              | M. Pokora, Maegan Cottone, Malik Boufenara, Danny Shah, Sky Adams | M. Pokora, Maegan Cottone, Malik Boufenara, Danny Shah, Sky Adams                              | 3:01 |
| 16. | Douleur                | Meryl                                                             | Junior Alaprod                                                                                 | 3:19 |

| 1.  | Pyramide                                                                           | Yohann Malory                                                               | M. Pokora, Yohann Malory, Tristan Salvati                                                      | 2:55 |
| 2.  | Les Planètes                                                                       | Yohann Malory                                                               | M. Pokora, Yohann Malory, Tristan Salvati, Franck-Cliff Jean, Hailé Jno-Baptiste, Kelyan Horth | 3:52 |
| 3.  | Ouh na na                                                                          | M. Pokora, Haze, Kyu Steed                                                  | Kwame Kweei-Armah, Kyu Steed, Haze                                                             | 3:02 |
| 4.  | Seul                                                                               | M. Pokora, Yohann Malory                                                    | Renaud Rebillaud, M. Pokora                                                                    | 2:55 |
| 5.  | La regarder s'en aller                                                             | M. Pokora, Kyu Steed                                                        | M. Pokora, Hailé Jno-Baptiste, KZ, Kyu Steed, Haze                                             | 3:26 |
| 6.  | Alter ego                                                                          | M. Pokora, Yohann Malory                                                    | Joe Rafaa, Franck-Cliff Jean                                                                   | 3:55 |
| 7.  | California Sunset                                                                  | Yohann Malory, Haze, Brice Rivalin, Kyu Steed                               | Yohann Malory, Brice Rivalin, KZ, Kyu Steed, Haze                                              | 4:14 |
| 8.  | Effacé                                                                             | M. Pokora, Kyu Steed, Dosseh                                                | KZ, Kyu Steed, Haze                                                                            | 3:22 |
| 9.  | Barrio                                                                             | M. Pokora, Yohann Malory                                                    | Joe Rafaa, Franck-Cliff Jean, Kelyan Horth                                                     | 3:22 |
| 10. | Perdu                                                                              | Slimane                                                                     | Slimane, Franck-Cliff Jean, Kelya Horth                                                        | 3:05 |
| 11. | Tombé                                                                              | Slimane, Renaud Rebillaud                                                   | Renaud Rebillaud, Slimane                                                                      | 3:53 |
| 12. | L'amour vs. l'amitié                                                               | M. Pokora, Yohann Malory, Tristan Salvati                                   | M. Pokora, Yohann Malory, Tristan Salvati                                                      | 3:45 |
| 13. | Two Left Feet                                                                      | Hiten Bharadia, M. Pokora, Keir MacCulloch                                  | Hiten Bharadia, M. Pokora, Kyle Mackenzie, Commands, Keir MacCulloch                           | 3:29 |
| 14. | Sommet                                                                             | M. Pokora, Renaud Rebillaud                                                 | M. Pokora, Renaud Rebillaud                                                                    | 3:09 |
| 15. | Pour nous                                                                          | M. Pokora, Malik Boufenara, Sky Adams, Maegan Cottone, Danny Shah           | Danny Shah, Maegan Cottone, Sky Adams, Malik Boufenara                                         | 3:01 |
| 16. | Douleur                                                                            | Meryl                                                                       | Junior Alaprod                                                                                 | 3:19 |
| 17. | Tango électrique                                                                   | Yseult, Corson                                                              | Yseult, Boban Apostolov, Alain Corson                                                          | 3:02 |
| 18. | Si t'es pas là                                                                     | Renaud Rebillaud, Slimane                                                   | Slimane, Renaud Rebillaud                                                                      | 3:53 |
| 19. | Comme des fous                                                                     | Thomas Malbete "Hok"                                                        | Hok                                                                                            | 2:42 |
| 20. | Danse avec moi                                                                     | Renaud Rebillaud, Bramsito                                                  | Bramsito, Renaud Rebillaud, M. Pokora                                                          | 2:42 |
| 21. | Zizizaza (feat. Megz)                                                              | Bhavic Pattani, Maegan Cottone, Yohann Malory, Malik Boufenara, Matt Pokora | Knightstarr, Maegan Cottone, Malory, Malik Boufenara                                           | 2:50 |
| 22. | Mama                                                                               | Yseult, Corson                                                              | Yseult, Boban Apostolov, Alain Corson                                                          | 3:13 |
| 23. | Les planètes (Version acoustique) (#MPPlanètesChallenge) (feat. Philippine Lavrey) | Yohann Malory                                                               | Malory, Tristan Salvati                                                                        | 3:51 |
| 24. | Ouh Na Na (Guaranteed)                                                             | Matt Pokora, Malik Boufenara, Kwame KZ Kwei-Armah                           | Kwame Kweei-Armah, Kyu Steed                                                                   | 3:02 |

| 22. | Si on disait                       | 3:07 |
| 23. | Demain                             | 2:48 |
| 24. | Incendie                           | 3:05 |
| 25. | S'en aller                         | 3:05 |
| 26. | Se revoir                          | 3:27 |
| 27. | Si on disait [Remix] (feat. Dadju) | 3:10 |

## Clips vidéos
- Les Planètes : 5 mars 2019
- Ouh na na : 10 mai 2019
- Tombé : 20 juin 2019
- Si t'es pas là : 29 novembre 2019
- Danse avec moi : 12 juin 2020
- Si on disait : 26 septembre 2020
- S'en aller : 3 décembre 2020
- Si on disait [Remix] (avec Dadju) : 2 avril 2021

## Crédits
Note credits: Kwame "KZ" Kwei-Armah, Jephté "Kyu" Steed Baloki, Brian "Haze" Grégory Heard
Les crédits sont adaptés depuis Discogs.

### Interprètes
- Chant : M. Pokora

### Équipe de production
- Enregistré par :  Macor (tracks: 1 to 3, 5 to 10, 12, 15 & 16), Tristan Salvati (tracks: 12)
- Mixage : Andrew Wuepper (tracks: 1 to 10 & 12 to 16), Jérémie Tuil (tracks: 11)
- A&R : M. Pokora
- Design : Discipline Studio
- Mastering : Adil De Saint Denis
- Photographie : Virginia Arcaro

## Classements et certifications
| Classement (2019-20)         | Meilleure position |
| ---------------------------- | ------------------ |
| Belgique (Flandre Ultratop)  | 123                |
| Belgique (Wallonie Ultratop) | 1                  |
| France (SNEP)                | 1                  |
| France (SNEP Physique)       | 1                  |
| France (SNEP Téléchargement) | 1                  |
| Suisse (Schweizer Hitparade) | 8                  |
| Suisse (Charts Romandie)     | 2                  |

| Classement (2019)            | Position |
| ---------------------------- | -------- |
| Belgique (Wallonie Ultratop) | 5        |
| France (SNEP)                | 14       |

### Certifications
| Pays           | Date              | Certification | Ventes  |
| -------------- | ----------------- | ------------- | ------- |
| Belgique (BEA) | 20 septembre 2019 | Or            | 10 000  |
| France (SNEP)  | 4 octobre 2020    | 3 × Platine   | 300 000 |